# SES-9
SES-9 — геостационарный спутник связи, принадлежащий люксембургскому спутниковому оператору, компании SES. Спутник предназначен для предоставления телекоммуникационных услуг странам Азии, в том числе для Южной Азии, Индонезии, Филиппин.
Будет располагаться на орбитальной позиции 108,2° восточной долготы в соседстве со спутником SES-7. Спутник NSS-11, также находящийся сейчас в этой же точке стояния, будет переведён в другую орбитальную позицию.
Запущен 4 марта 2016 года ракетой-носителем Falcon 9 FT.

## Аппарат
Построен на базе космической платформы BSS-702HP компанией Boeing. Электроснабжение обеспечивают два крыла солнечных батарей (размах крыльев достигает 48 метров) и аккумуляторные батареи. Мощность спутника — 12,7 кВт. Спутник оборудован основным (апогейным) двигателем, работающим на двукомпонентном химическом топливе, для быстрого достижения геосинхронной орбиты, а также ионными двигателями для финального закругления орбиты и выхода на постоянную точку стояния. Последующее орбитальное маневрирование будет осуществляется также с помощью ионных двигателей. Стартовая масса спутника составляет 5271 кг. Ожидаемый срок службы — 15 лет.

### Транспондеры
На спутник установлены 57 активных транспондеров Ku-диапазона (эквивалент 81 стандартного транспондера с емкостью 36 МГц).

### Покрытие
Спутник SES-9 будет обеспечивать цифровое телевизионное вещание потребителям стран Азии, включая Южную Азию, Индонезию и Филиппины, а также коммуникационные услуги для воздушных и морских маршрутов и побережья Индийского океана.

## Запуск
Второй запуск ракеты-носителя Falcon 9 FT.
Для минимизации ущерба, вызванного переносом запуска спутника с декабря 2015 года, компания SpaceX планирует внести изменения в первоначальный профиль миссии. Новая орбита выведения вдвое снизит время полёта спутника к своей орбитальной позиции (с 93 дней до 45) и позволит ввести его в эксплуатации в 3 квартале 2016 года, как и ожидалось изначально, однако существенно усложнит задачу возвращения и посадки первой ступени.
Спутник планируют вывести на суперсинхронную геопереходную орбиту с показателями 39 300 × 290 км, наклонение 28°, итоговые показатели орбиты будут зависеть от фактической производительности ракеты-носителя. В отличие от стандартного профиля миссии, когда двигатель второй ступени отключается полётным компьютером по достижении целевой орбиты, в этом запуске вторая ступень ракеты-носителя Falcon 9 FT использует всё доступное топливо по-максимуму. В то же время первая ступень будет работать дольше и отстыкуется от второй ступени на большой высоте и при скорости 8-9 тыс. км/ч (около 7 Махов). Ограниченный запас топлива и высокая скорость повлекут более высокие нагрузки на ступень при возврате в плотные слои атмосферы и снизят шанс на удачную посадку. Тем не менее, попытка посадки на плавающую платформу Autonomous Spaceport Drone Ship будет произведена, хотя в SpaceX не ожидают успешного приземления ступени в этой миссии. Платформа будет размещена на расстоянии около 660 км от стартовой площадки.
В рамках подготовки к запуску, 22 февраля успешно проведено традиционное тестовое зажигание (static fire) двигателей первой ступени Falcon 9, подтвердившее финальную готовность всех систем ракеты к старту.
24 февраля запуск был отложен на сутки из-за неблагоприятных погодных условий (сильный ветер и густая облачность).
Предстартовый процесс 25 февраля был прерван за 1 минуту 41 секунду до запуска ракеты-носителя из-за технических проблем с наземным топливным оборудованием. Следующая попытка запуска назначена на 28 февраля.
Запуск 28 февраля сначала был прерван за 1 минуту 33 секунды до старта из-за нарушения неизвестным кораблём запретной зоны космодрома, а при повторной попытке спустя 35 минут запуск был остановлен полётным компьютером после зажигания двигателей из-за низкой их тяги, вызванной повышением температуры криогенного топлива в связи с первой задержкой запуска.
Запуск запланированный на 1 марта был отложен из-за неблагоприятных погодных условий (сильный ветер на больших высотах) и перенесён на 4 марта.
Успешный запуск состоялся 4 марта 2016 года в 23:35 UTC со стартового комплекса SLC-40 на мысе Канаверал. Через 9 минут после старта вторая ступень вышла на промежуточную (парковочную) орбиту 160 × 531 км, спустя 18 минут ступень была запущена повторно и вывела спутник на суперсинхронную геопереходную орбиту с параметрами 334 × 40 658 км, наклонение 28°.
Как и предполагалось, первая ступень совершила неудачную, жёсткую посадку на платформу Autonomous Spaceport Drone Ship.

## Фотогалерея

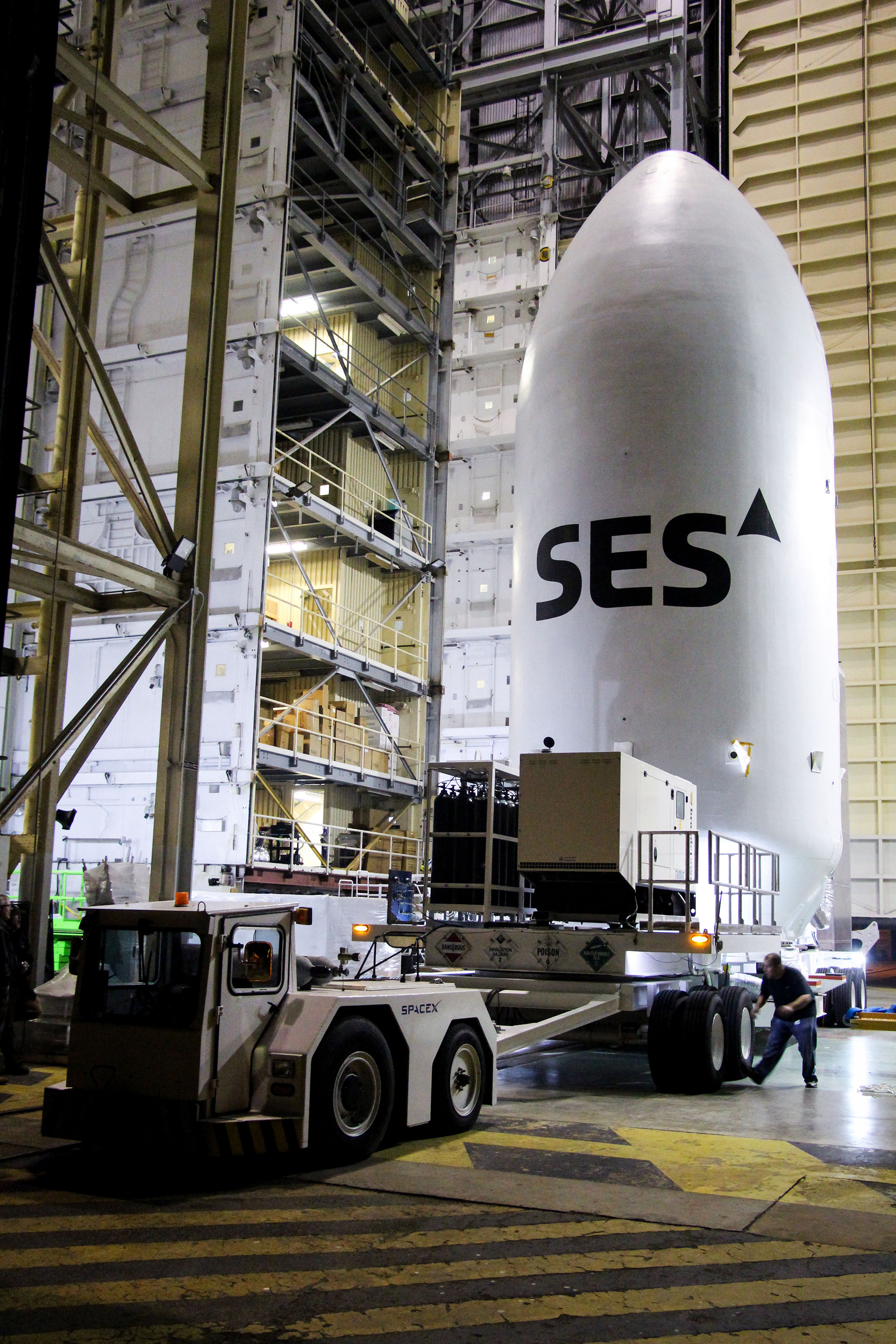
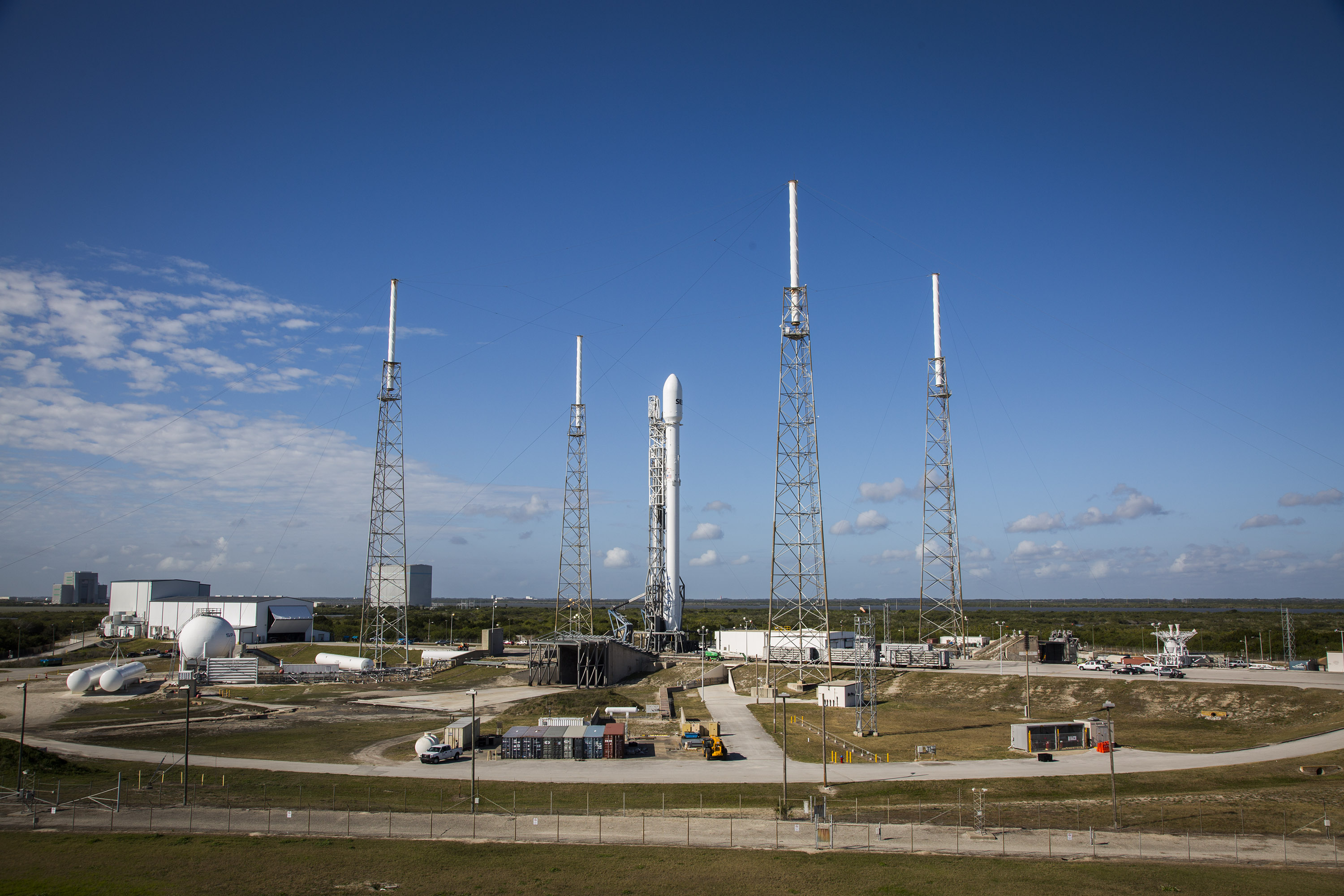
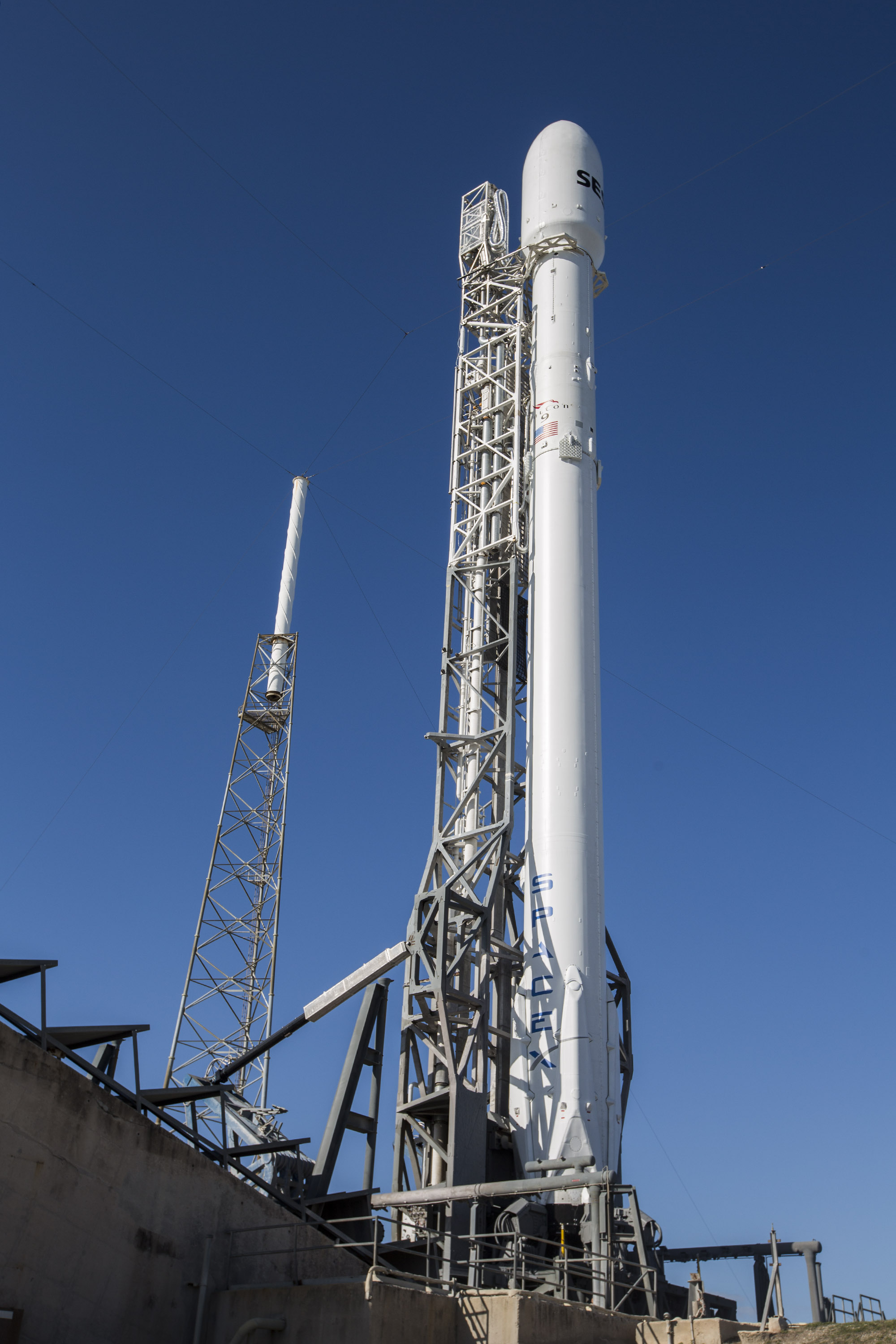
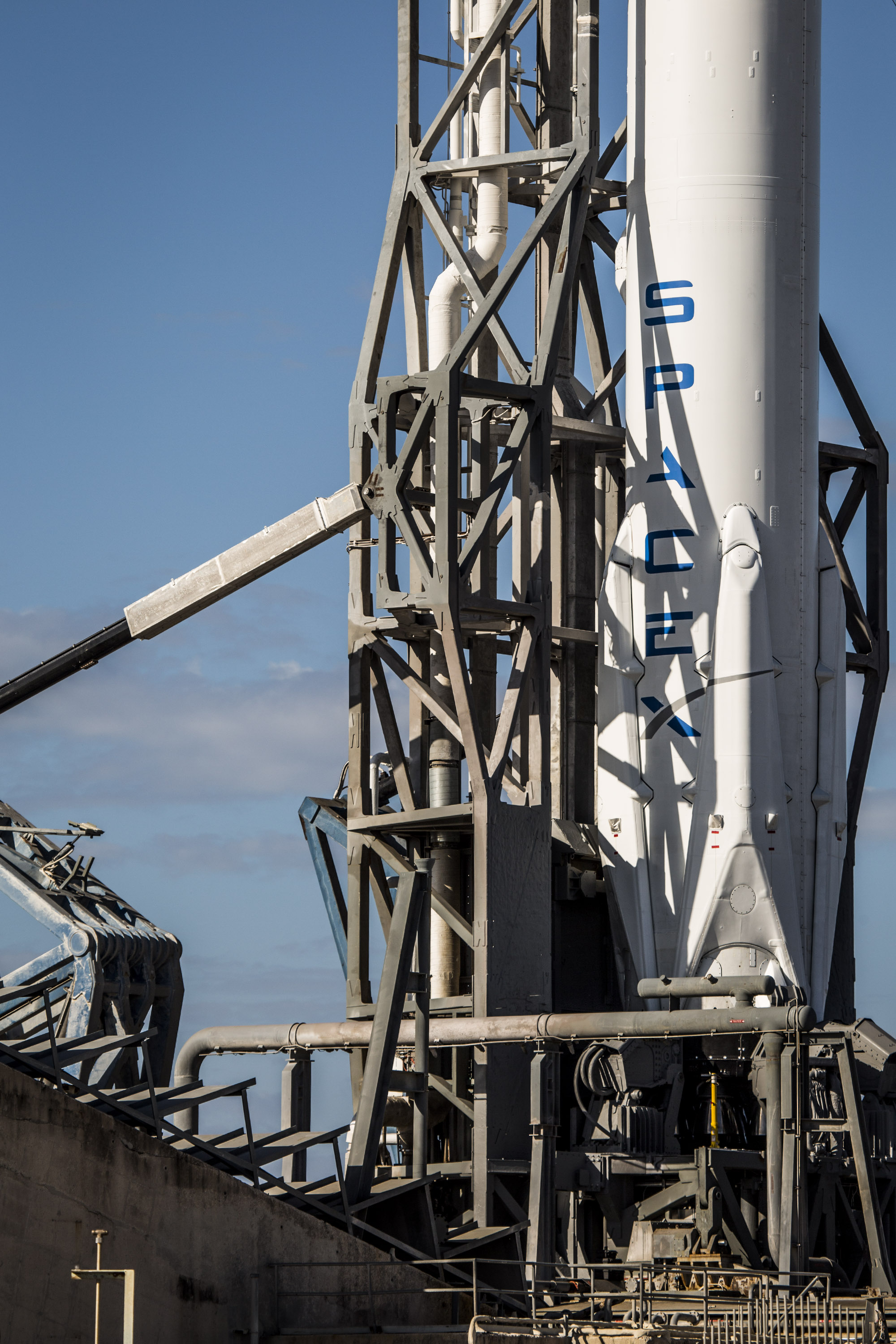
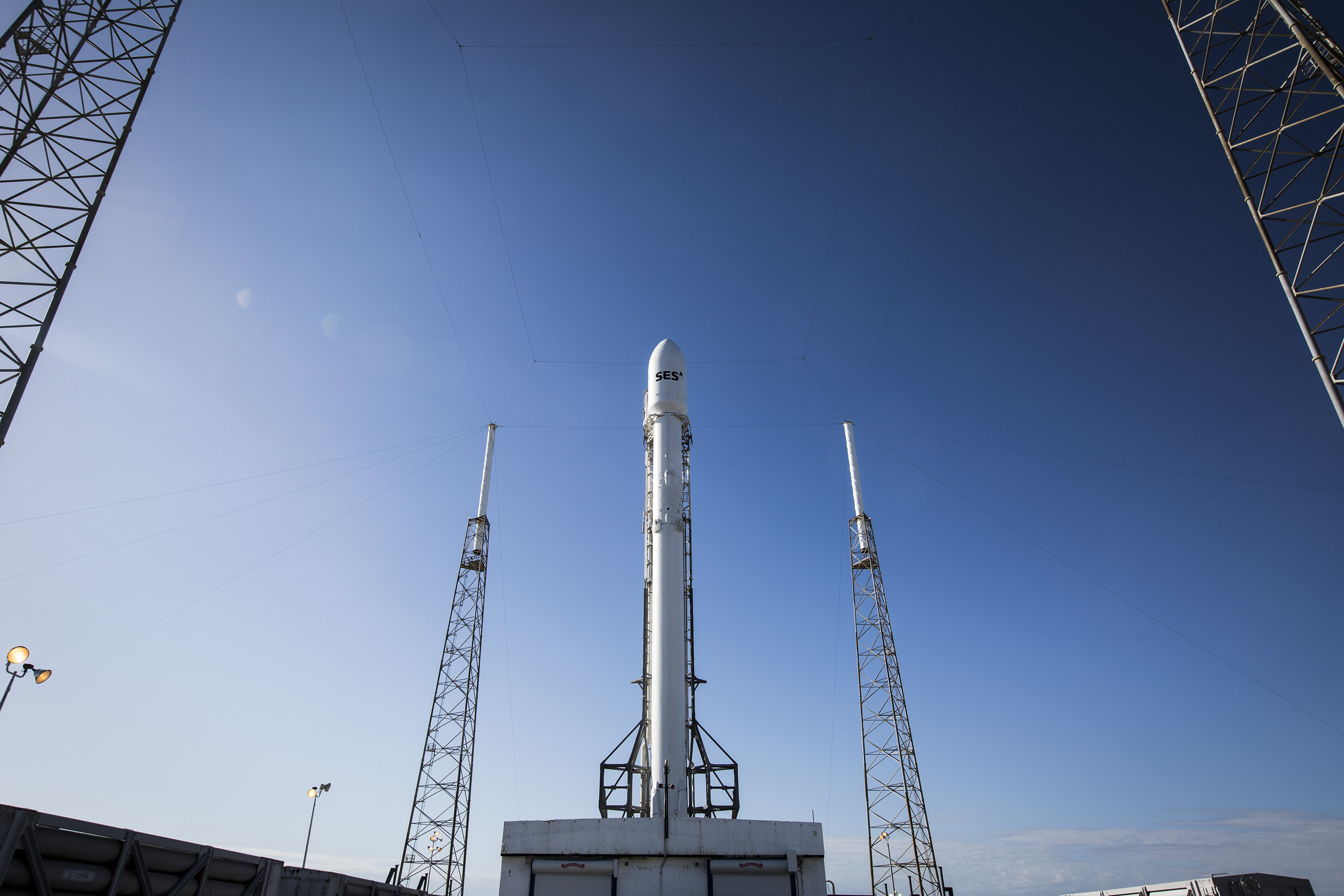
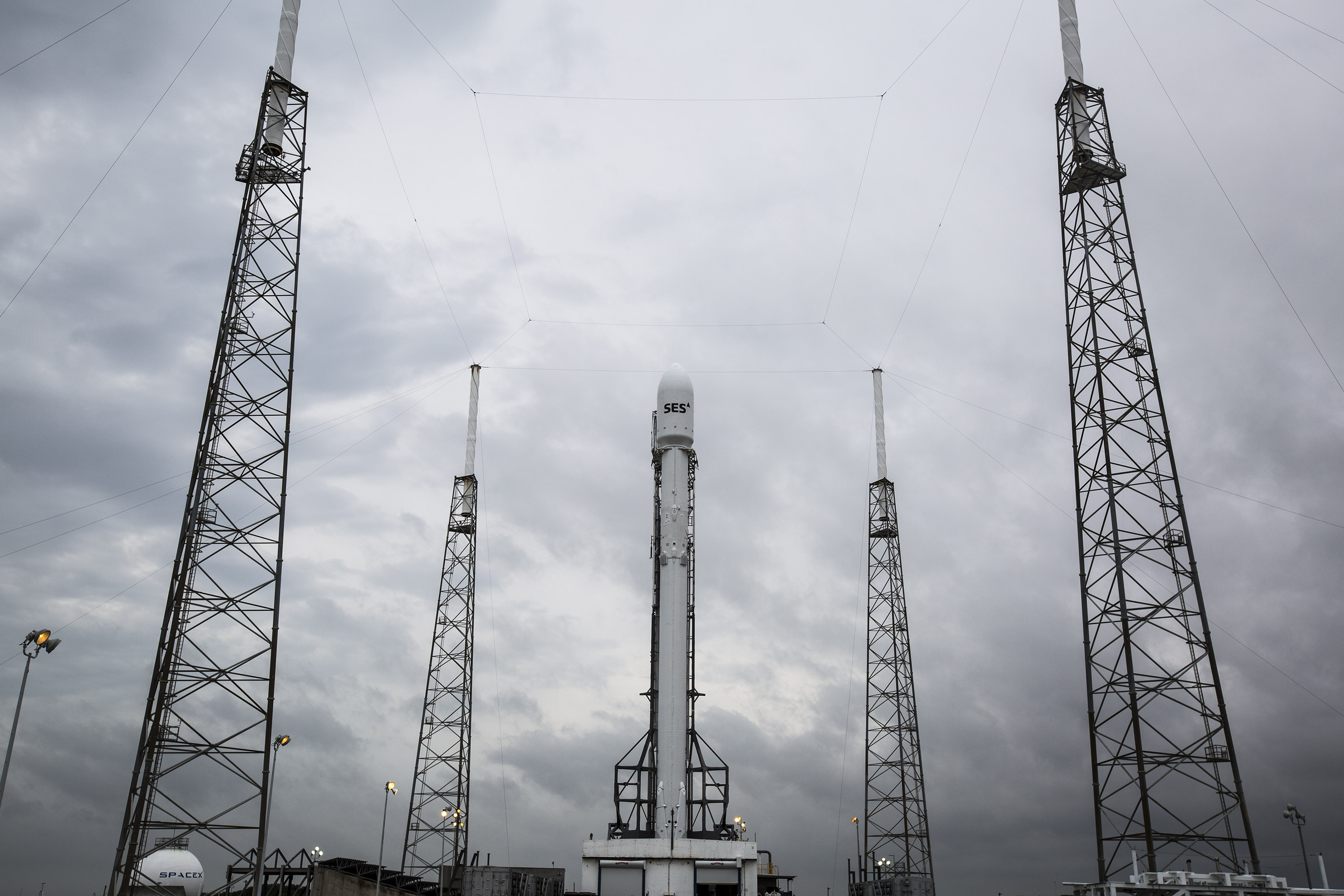
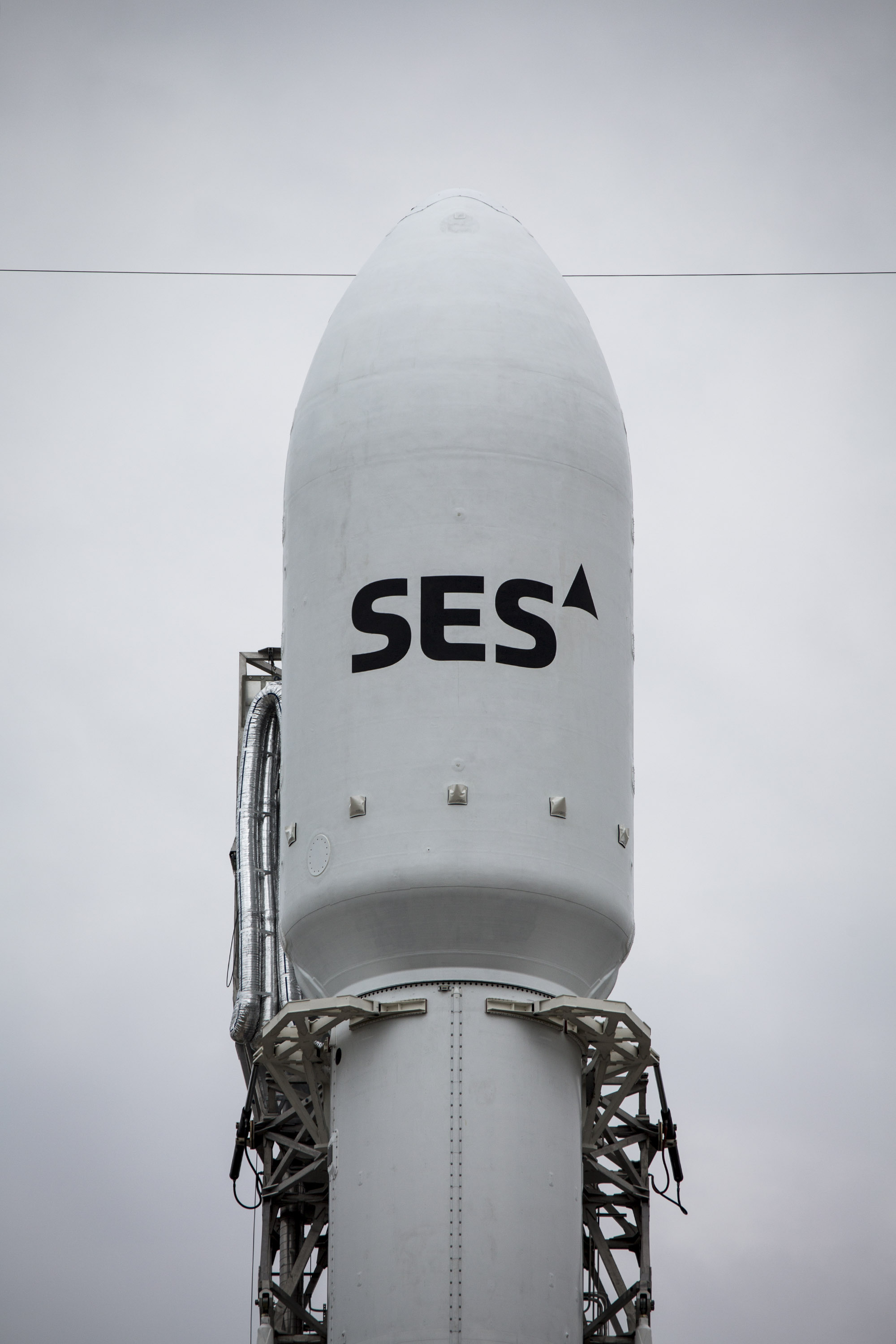
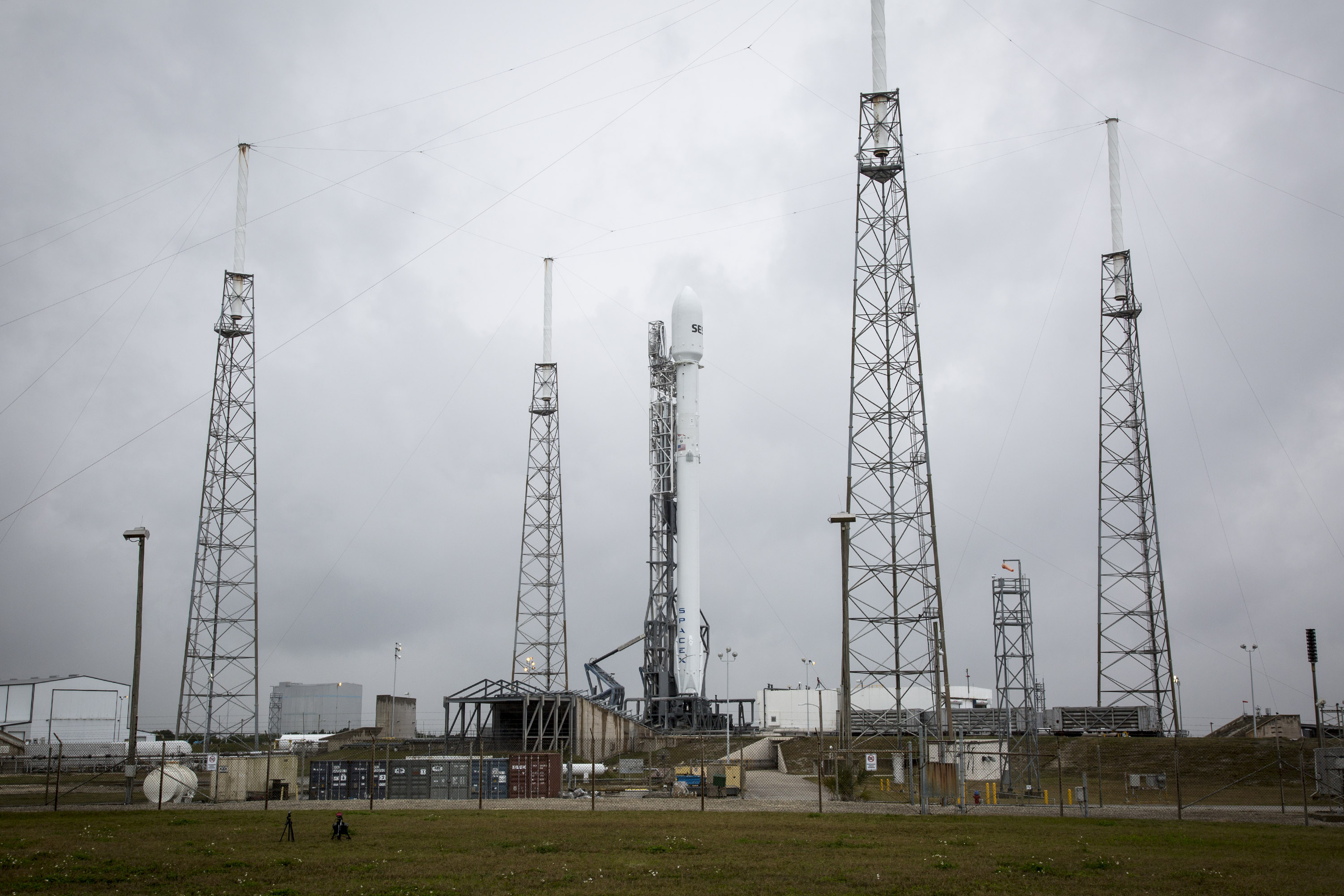
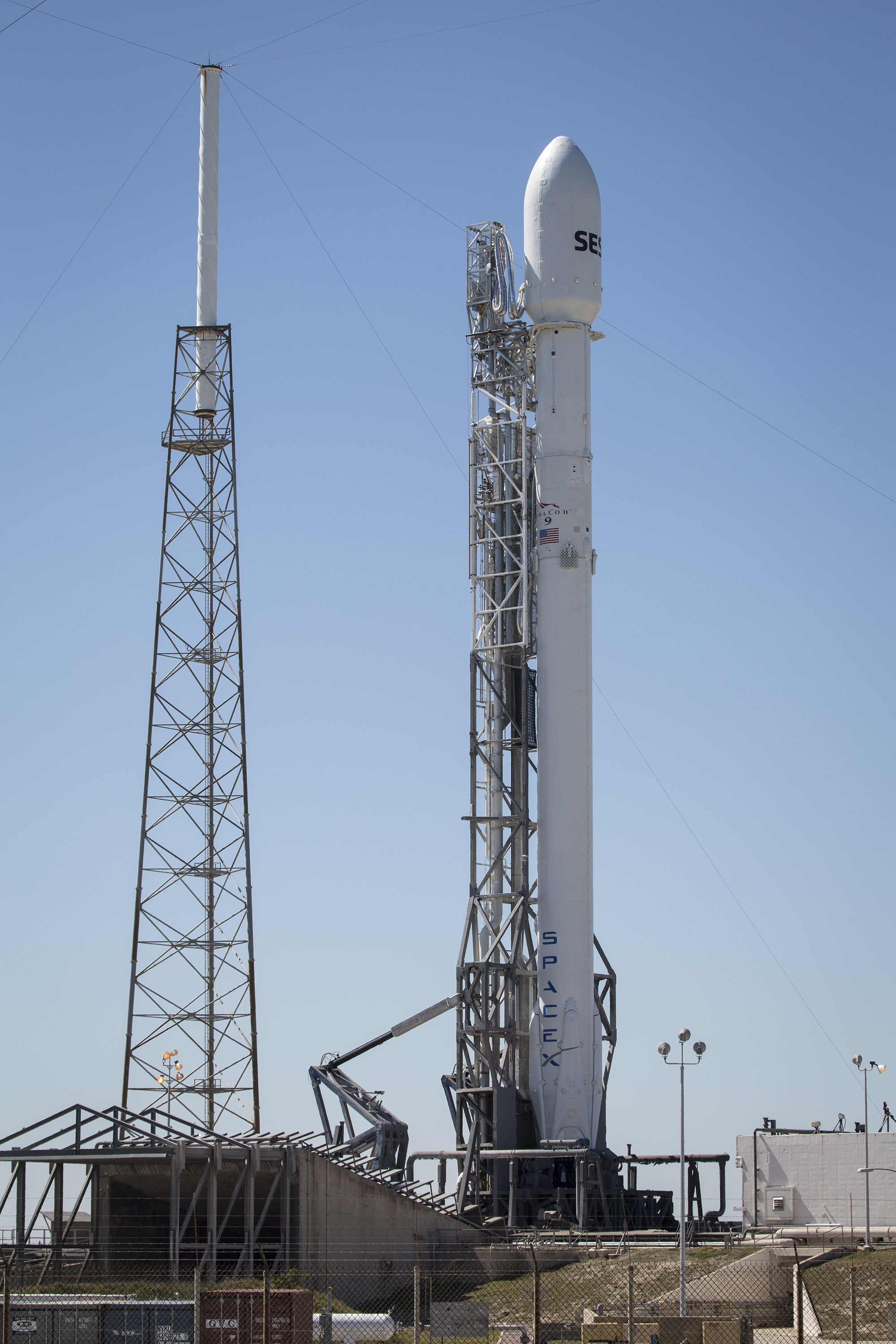
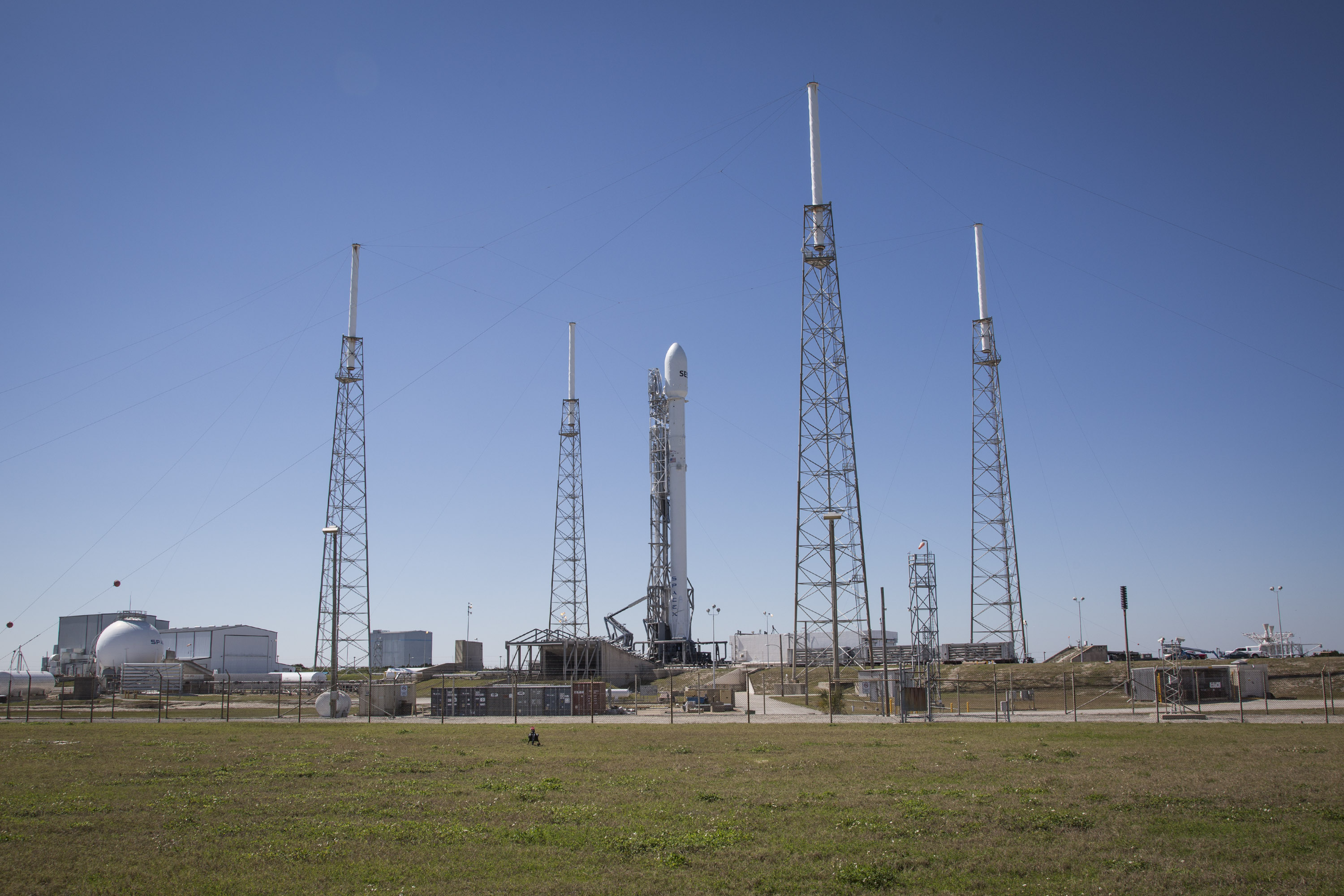
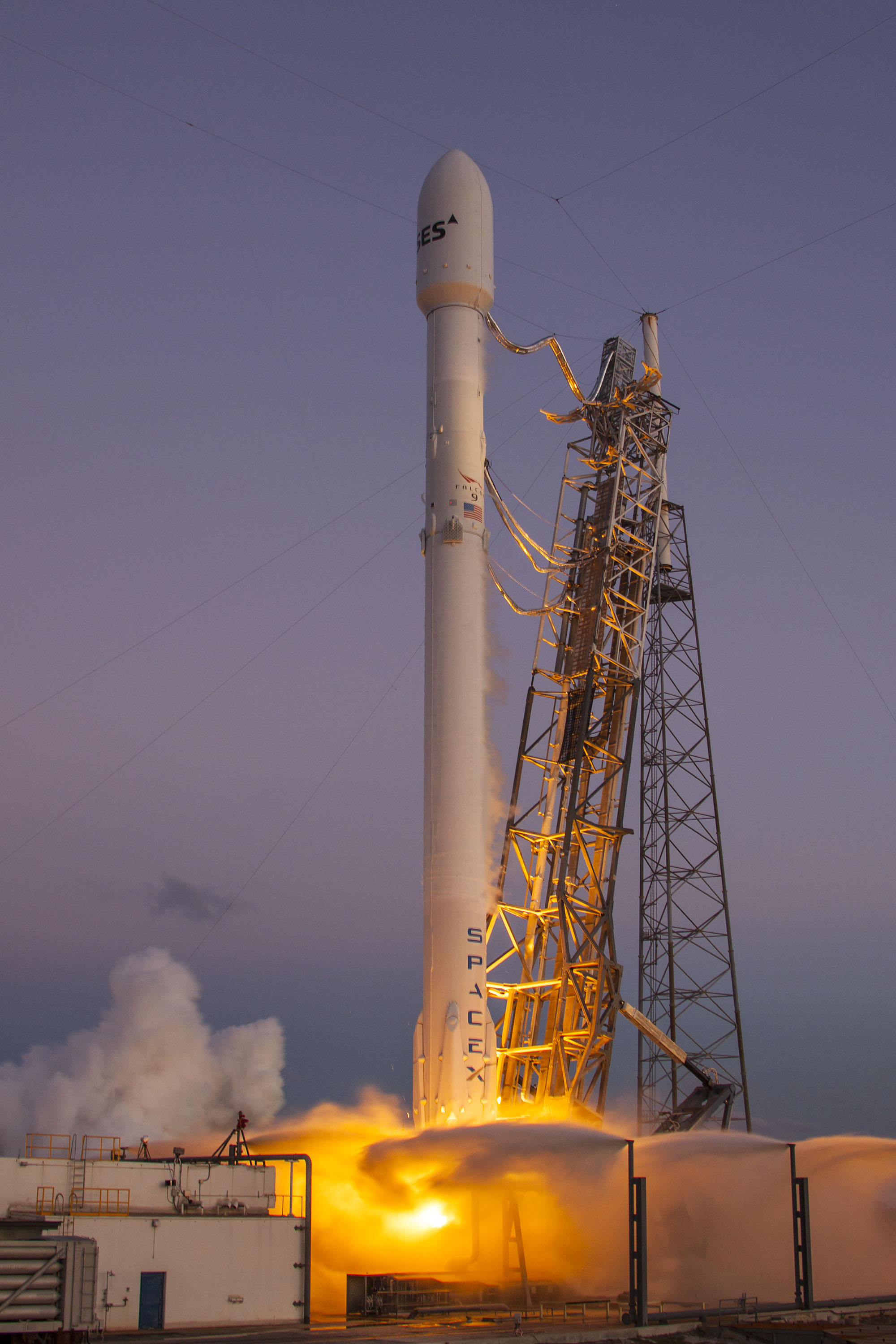
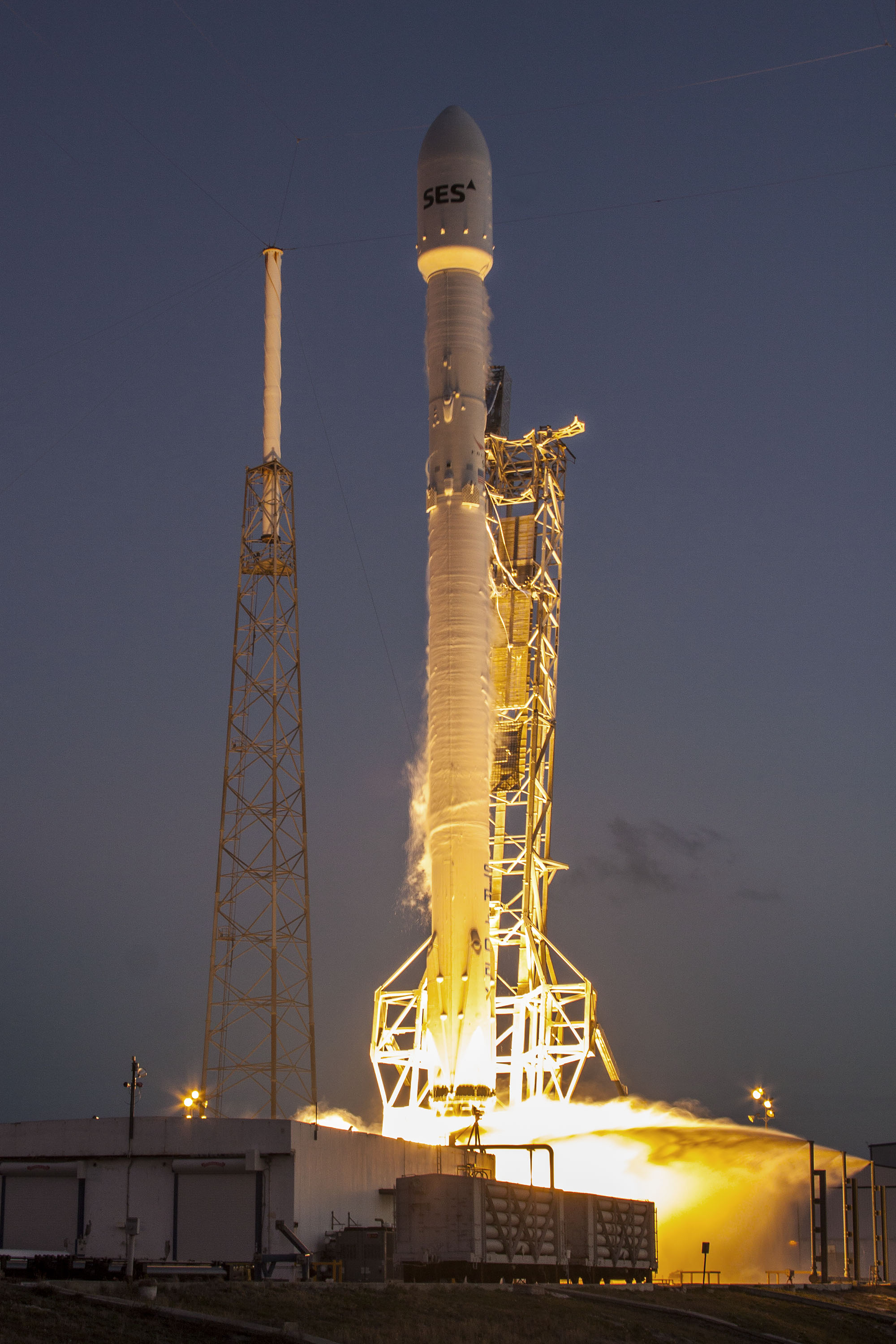
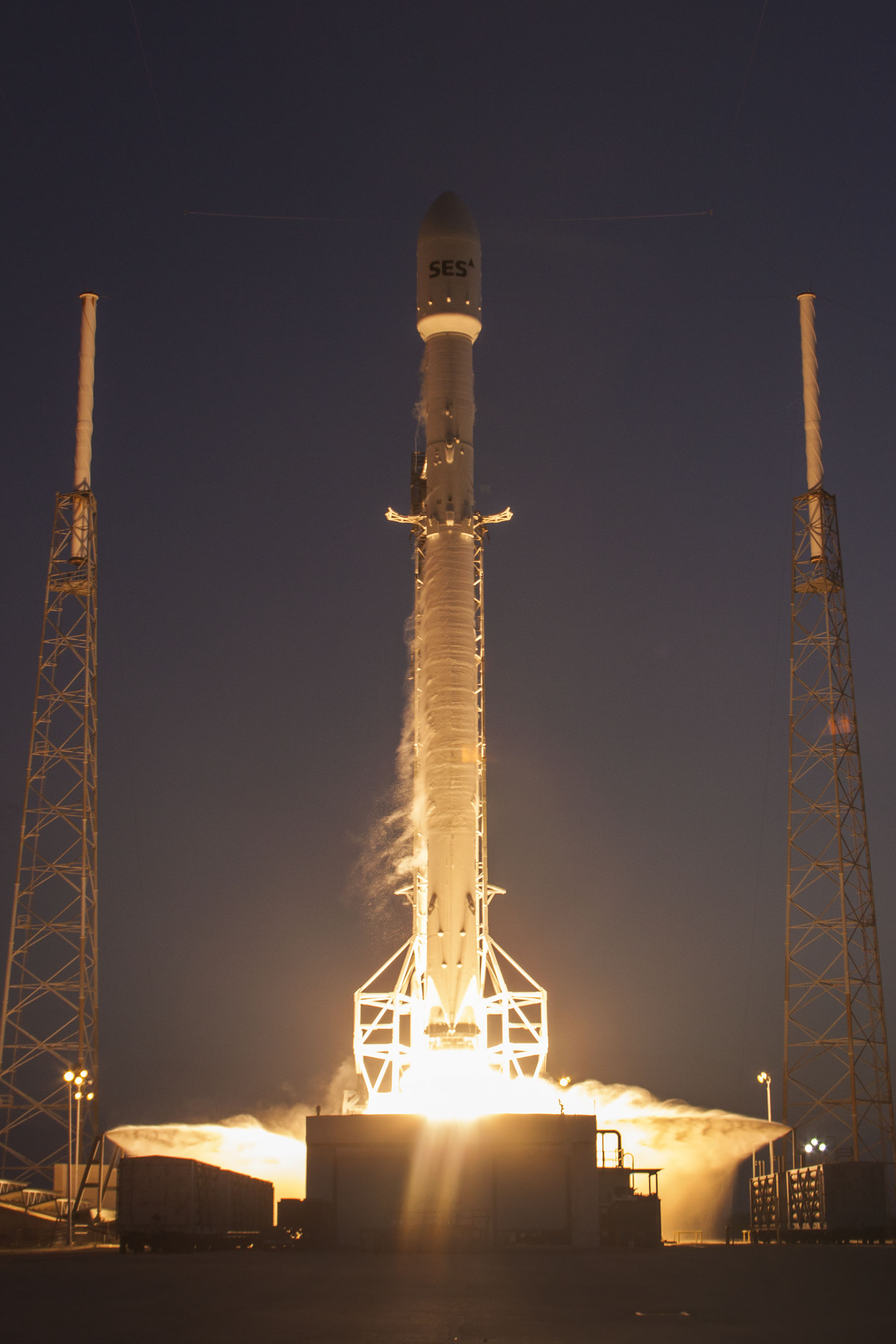
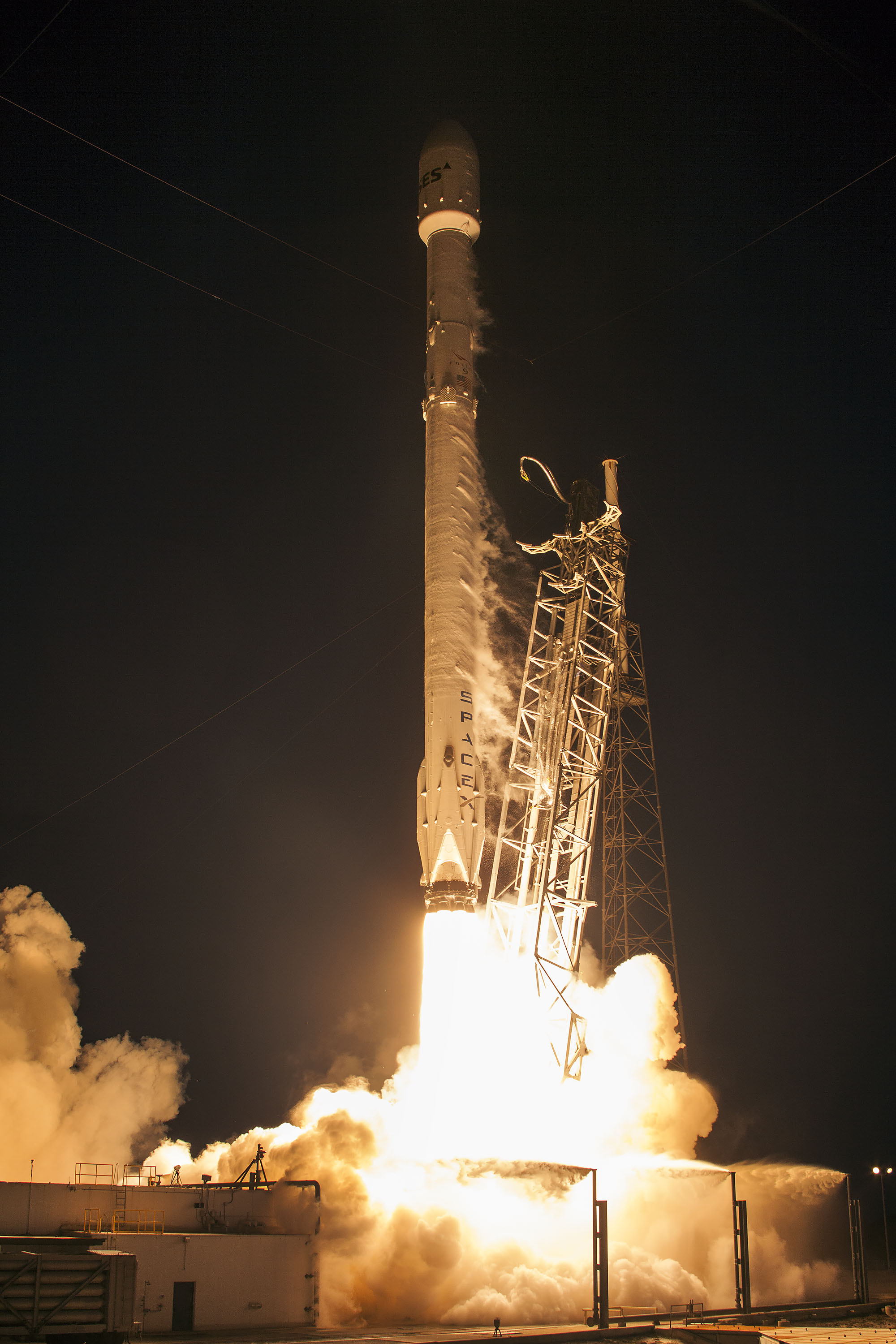
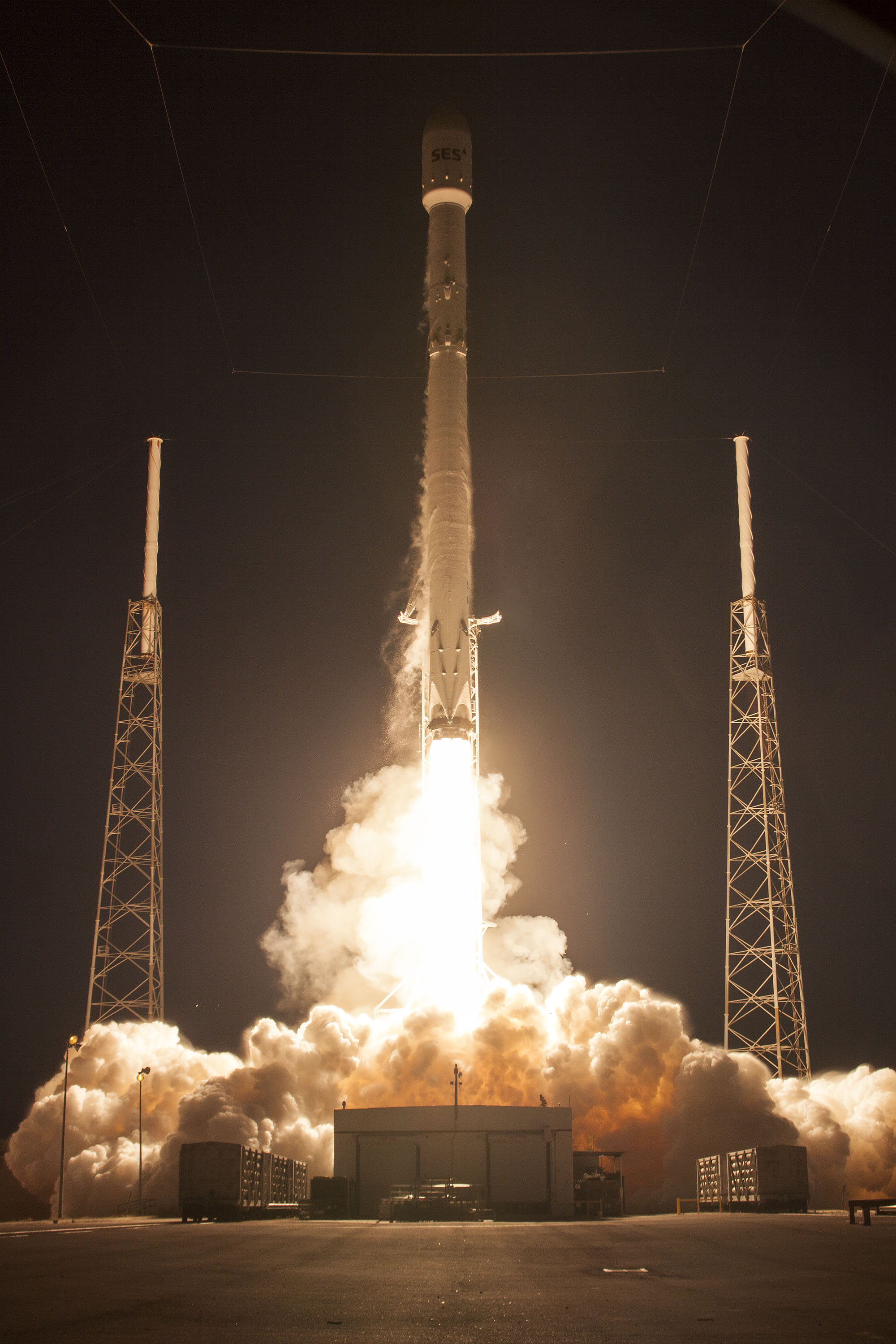
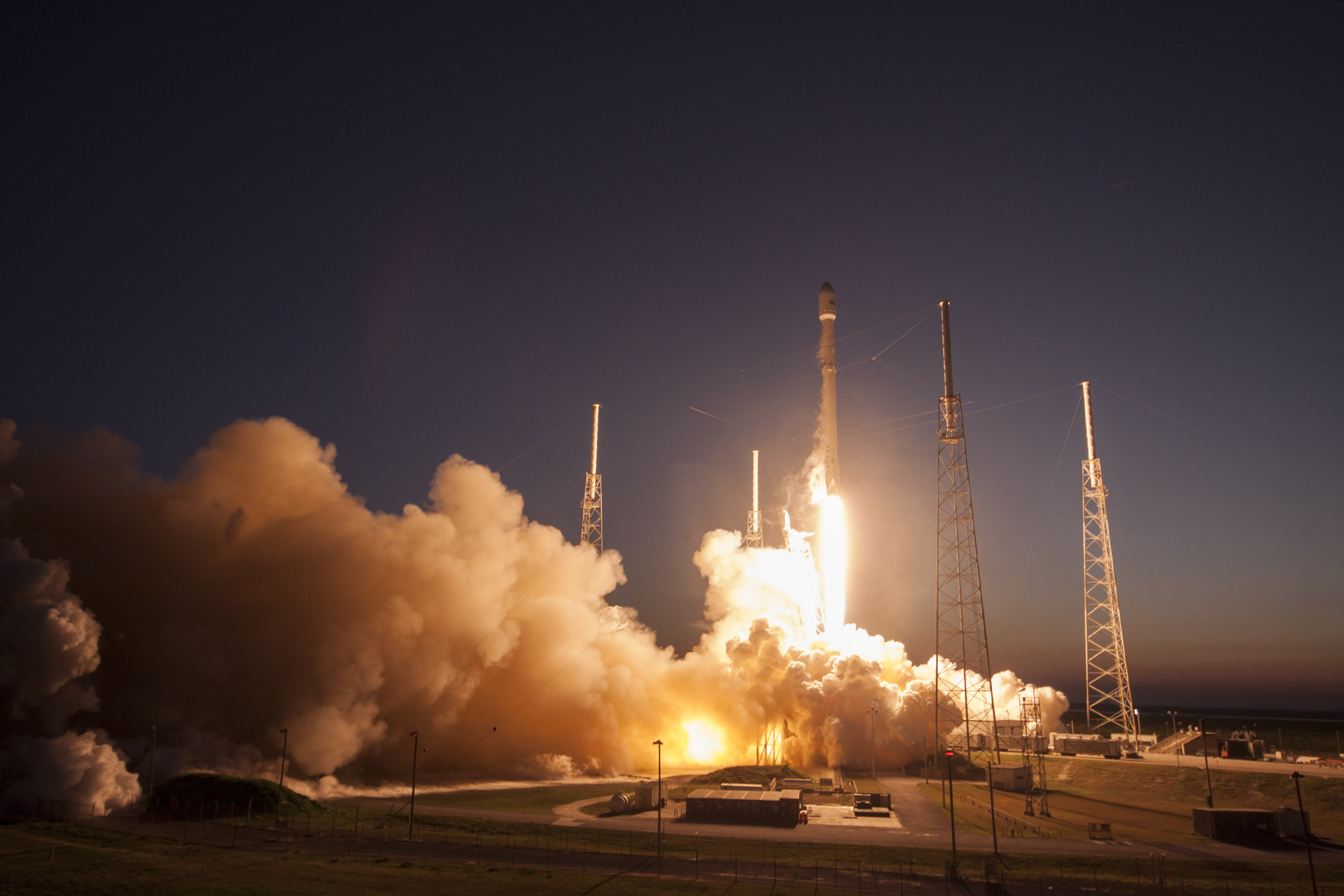
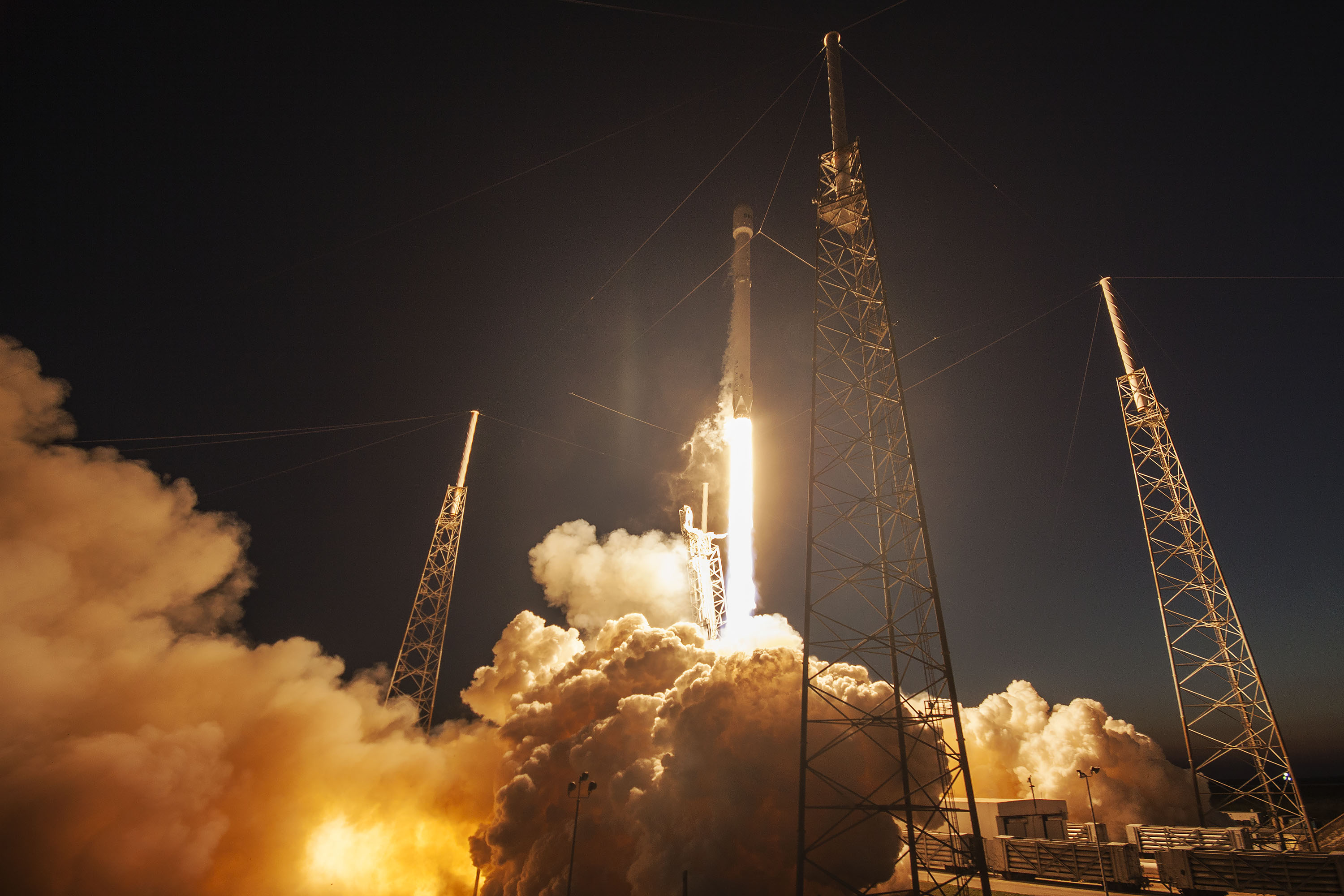
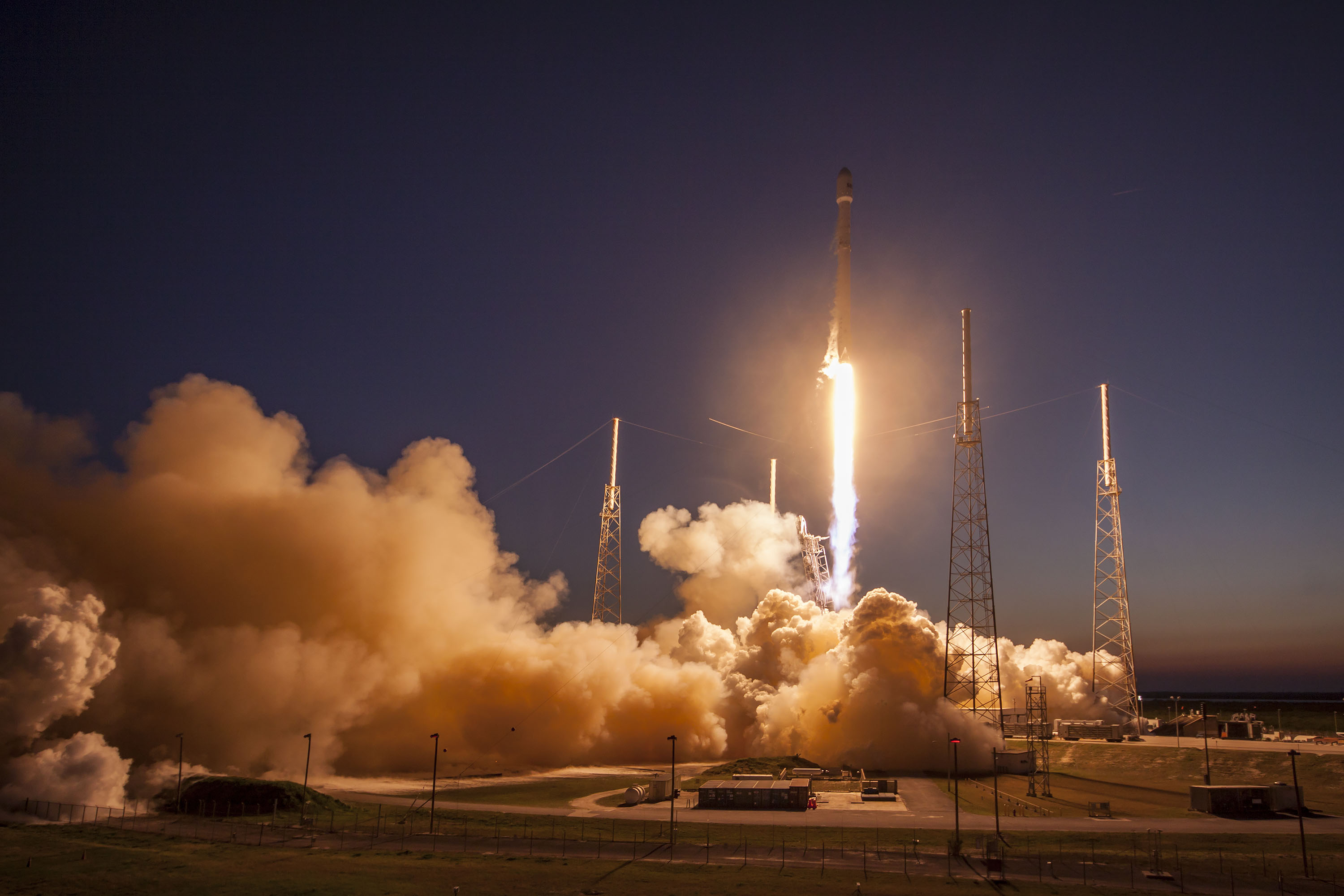
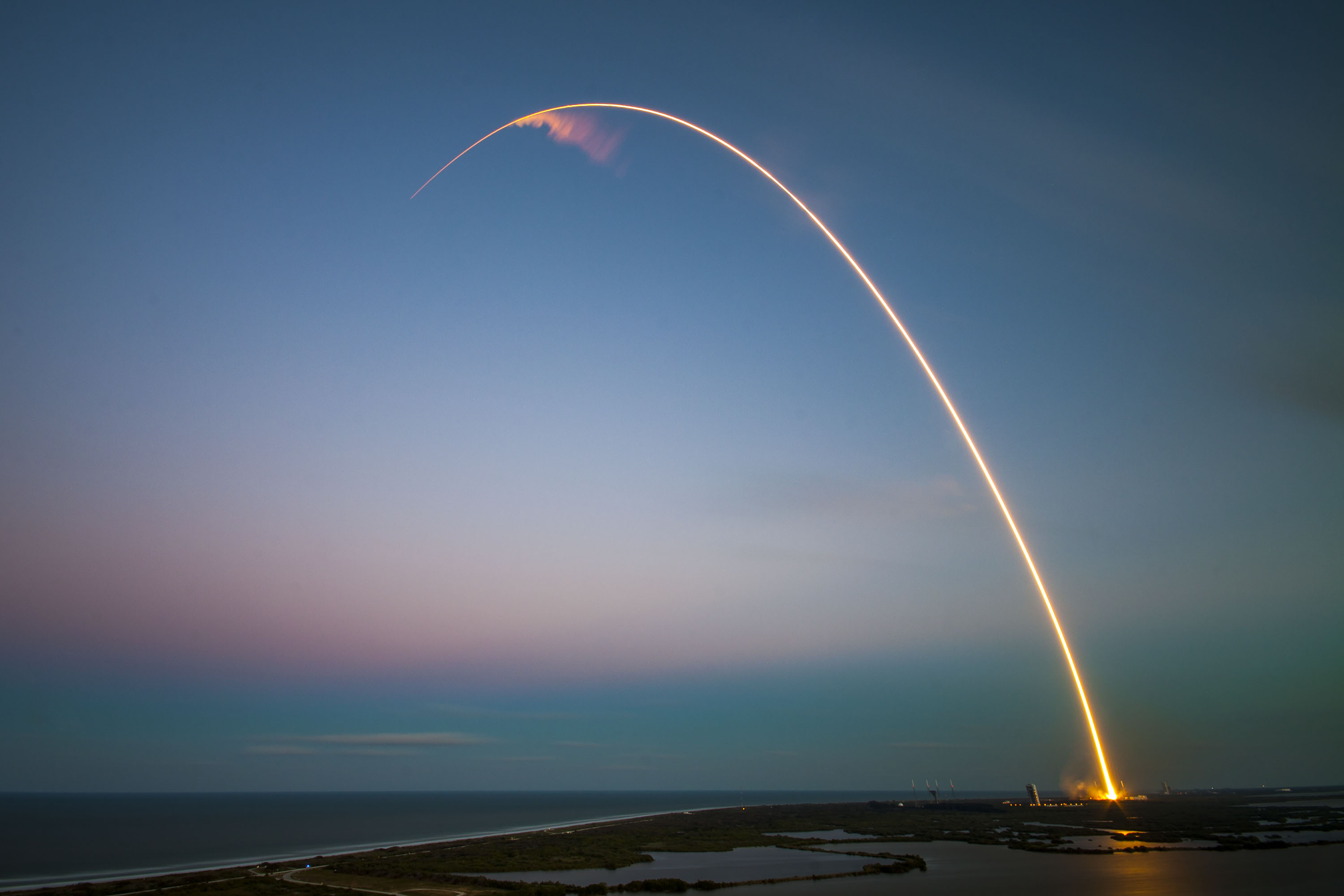